# Bertrand Lindgren
Nils Petter Bertrand Lindgren (i riksdagen kallad Lindgren i Oskarshamn), född 7 augusti 1841 i Växjö, död 17 april 1923 i Stockholm, var en svensk borgmästare och politiker (liberal).
Bertrand Lindgren, som var son till lektorn och senare kyrkoherden Nils Lindgren (1803–1877) i Väckelsång och bror till läkaren och professorn Hjalmar Lindgren i Lund, studerade vid Lunds universitet och tjänstgjorde sedan i domstolsväsendet tills han 1872 utsågs till tillförordnad borgmästare i Oskarshamns stad. Han blev ordinarie 1874 och tjänstgjorde på posten till 1913.
Han var riksdagsledamot i andra kammaren i flera omgångar. Från 1879 till nyvalet 1887 representerade han Västerviks, Oskarshamns och Borgholms valkrets, 1891–1893 Växjö och Oskarshamns valkrets samt 1897–1911 Oskarshamns, Vimmerby och Borgholms valkrets. I riksdagen var han partilös under 1870- och 80-talen, men 1891–1893 tillhörde han Andra kammarens center. Vid återkomsten till riksdagen 1897 anslöt han sig till Frihandelsvänliga centern, men när denna grupp gick upp i Friesenska diskussionsklubben valde han 1898 att ställa sig utanför innan han år 1899 gick med i klubben. När Friesenska diskussionsklubben i sin tur uppgick i Liberala samlingspartiet år 1900 följde han med och kvarstod där under återstoden av sin tid i riksdagen. I riksdagen skrev han fem egna motioner bland annat om lokala frågor som Oskarshamns läroverk och fyren vid Spårö i Västervik skärgård.
I riksdagen ingick han bland annat som suppleant i 1891 års särskilda utskott och som ledamot i tillfälliga utskottet 1880–1881, 1883 samt 1897–1899. Han engagerade sig också i riksdagen för olika lokala frågor.